# Torneo di Wimbledon 1894
Il Torneo di Wimbledon 1894 è stata la 18ª edizione del Torneo di Wimbledon e prima prova stagionale dello Slam per il 1894.
Si è giocato sui campi in erba dell'All England Lawn Tennis and Croquet Club di Wimbledon a Londra in Gran Bretagna. 
Il torneo ha visto vincitore nel singolare maschile il britannico Joshua Pim
che ha sconfitto in finale in 3 set il connazionale Wilfred Baddeley con il punteggio di 10-8 6–2 8–6.
Nel singolare femminile si è imposta la britannica Blanche Bingley Hillyard
che ha battuto in finale in 2 set la connazionale Edith Austin.
Nel doppio maschile hanno trionfato Wilfred Baddeley e Herbert Baddeley.

## Risultati

### Singolare maschile
Joshua Pim ha battuto in finale  Wilfred Baddeley 10-8 6–2 8–6

### Singolare femminile
Blanche Bingley Hillyard ha battuto in finale  Edith Austin con il punteggio di 6–1, 6–1

### Doppio maschile
Wilfred Baddeley /  Herbert Baddeley hanno battuto in finale  Harry Barlow /  Charles Martin con il punteggio di 5–7, 7–5, 4–6, 6–3, 8–6